# ウィーザー
ウィーザー（Weezer）は、アメリカ合衆国出身のオルタナティヴ・ロック・バンド。1992年結成。全米チャート上位の常連であり、2009年には『グラミー賞』を受賞している。

## 略歴
1988年、リヴァース・クオモが18歳の時、ロックスターを夢見てロサンゼルスに行くが、すぐに挫折。
1992年2月14日、同じ様にロサンゼルスに来たマット・シャープ、パトリック・ウィルソン、ジェイソン・クロッパーとウィーザーを結成。
1年強、ロサンゼルスで活動する。3月、の初演奏。ハリウッド大通りにある「Raji's Bar」で、「Dogstar」（キアヌ・リーブスが所属するバンド）のオープニングアクトを務める。ギャラは35ドル。
1993年6月、DGCレコード（当時ゲフィン・レコード傘下）と契約し、ニューヨークへ移り、カーズのリック・オケイセックをプロデューサーに迎えてレコーディングを行う。

### 『ウィーザー (ザ・ブルー・アルバム)』の大ヒット
1994年5月10日、1stアルバム『ウィーザー (ザ・ブルー・アルバム)』で全米メジャーデビューし、グラミー賞、MTV Video Music Awards等を受賞。300万枚を売り上げる。以降、セルフタイトルのアルバムリリースをシリーズ化。
1995年3月、1stアルバム『Weezer』が日本で発売。8月、Microsoft Windows 95発売。『Buddy Holly』のミュージックビデオが付録。リヴァースが脚を骨折。

### 『ピンカートン』以降
1996年9月24日、2ndアルバム『ピンカートン』がアメリカで発売。アメリカでは当時50万枚しか売れず失敗作扱いであったが、その後再評価された。9月21日、日本でPinkertonが発売される。日本ではヒット。Pinkerton発表後、ピンカートン探偵社からタイトルが原因で訴えられるが、タイトルはオペラ 『蝶々夫人』から拝借したものであるため、探偵社は訴えを取り下げた。
1997年リヴァースはハーバード大学に進学する為、ボストンに移る。ボストンでマイキー・ウェルシュと出会い、意気投合。
1998年リヴァースの心の支え、マット・シャープがザ・レンタルズの活動に専念する為脱退。マットが抜けた事によりリヴァースが落ち込み、解散状態になる。マットの後任にマイキー・ウェルシュが加入。

### 活動再開
2000年2月21日-3月18日、アメリカでツアーを行う。8月6日、サマーソニックに参加。

### 『ウィーザー (ザ・グリーン・アルバム)』以降
2001年5月15日、ゲフィンよりセルフタイトル第二弾の3rdアルバム『ウィーザー (ザ・グリーン・アルバム)』を発表。プロデューサーはリック・オケイセック。6月22日、ワープドツアー（VANS WARPED TOUR）に参加。7月-8月、マイキー・ウェルシュが自主的に精神病院へ入院する。マイキー・ウェルシュ脱退。夏、スコット・シュライナー加入。
2002年5月14日、4thアルバム『マラドロワ』を発表。日本では2002年5月11日。8月、サマーソニックに参加。小休止に入る。
2005年5月10日、プロデューサーにリック・ルービンを迎え、5thアルバム『Make Believe』を発表。後にプラチナアルバムに認定される。7月、LOLLAPALOOZA 2005 シカゴツアーに参加。8月、サマーソニックに参加。8月15日、ZEPP東京にて単独ライブを行う。12月、weezer japan tour 2005を開催、来日する。
2006年5月16日、『Beverly Hills』が全米カレッジ・ラジオ局で最多オンエア回数を稼ぎ、「College Song Of The Year」を受賞する。6月8日、リヴァースがハーバード大学を卒業、英文学士号を取得。6月、リヴァースが長年交際していた日本人女性と結婚する。式はカリフォルニア州マリブで行われた。
2007年5月、リヴァースと夫人に娘が生まれる。Miaと命名。リヴァース・クオモがソロ名義でデモトラック集『ALONE』を発表。
2008年6月4日、DGC/インタースコープよりセルフタイトル第三弾の6thアルバム『ウィーザー（レッド・アルバム）』を発表。
2009年7月26日、フジロックフェスティバルの最終日に、ヘッドライナーとして来日した。10月28日、7thアルバム『Raditude』を発表。なお、同アルバムのリリースをもってインタースコープとの契約が満了した。
2010年9月14日、インディー・レーベルのエピタフ・レコードから8thアルバム『ハーリー』を発表。11月3日、未発表曲集『デス・トゥ・フォルス・メタル〜レア・トラック貯蔵庫』とセカンドアルバム『ピンカートン』のデラックス・エディションを同時発売。
2014年10月7日、リパブリック・レコードから9thアルバム『エブリシング・ウィル・ビー・オールライト・イン・ジ・エンド』を発表。プロデューサーはリック・オケイセック。
2016年、アトランティック・レコードに移籍し、セルフタイトル第四弾の10thアルバム『ウィーザー（ホワイト・アルバム）』を発表。
2017年、11thアルバム『パシフィック・デイドリーム』を発表。
2018年、シングルリリースしたカバー曲「アフリカ」と「ロザーナ」（ロックバンド『TOTO』の楽曲）が話題となりスマッシュヒットを放つ。
2019年1月、セルフタイトル第五弾のカバーアルバム『Weezer (Teal Album)』および、3月に第六弾の12thアルバム『Weezer (Black Album)』を発表。
2019年8月、サマーソニック20周年記念に出演し、豊洲PITにて単独ライブも行われた。

## メンバー
※2019年3月時点 

### 現ラインナップ
- リヴァース・クオモ（Rivers Cuomo、1970年6月13日 - ）/ ヴォーカル、ギター (1992– )
- ブライアン・ベル (Brian Bell、1968年12月9日 - ) / ギター、ヴォーカル (1994– )
  - テネシー州ノックスビル出身。Weezerの他にSpace Twinsというバンドでも活動している。
  - 1993年、1stアルバムのレコーディング中にジェイソン・クロッパーと入れ替わりで加入。ファッションセンスの良さで知られており、ファンからは愛情を込めて"The Sass Master"と呼ばれている。
- スコット・シュライナー（Scott Shriner、1965年7月11日 - ）/ ベース、ヴォーカル (2001– )
  - オハイオ州トレド出身。Weezer三代目のベーシスト。
  - 高校生の頃にベースを始めるが、卒業後、海兵隊に入隊し2年間過ごす。25歳の時にベースを本格的に弾こうと思い立ち、ロサンゼルスへ行き、幾つかのバンドで活動する。以前はBrokenというバンドのメンバーだった。2001年夏、マイキー・ウェルシュの脱退後、Weezerへ加入した。
- パトリック・ウィルソン（Patrick Wilson、1969年2月1日 - ）/ ドラムス、ギター (1992– )
  - ニューヨーク州バッファロー出身。ソロプロジェクトのThe Special Goodnessの活動もしている。
  - 1994年にジェニファーと結婚し、2004年には息子のチャーリーが生まれた。

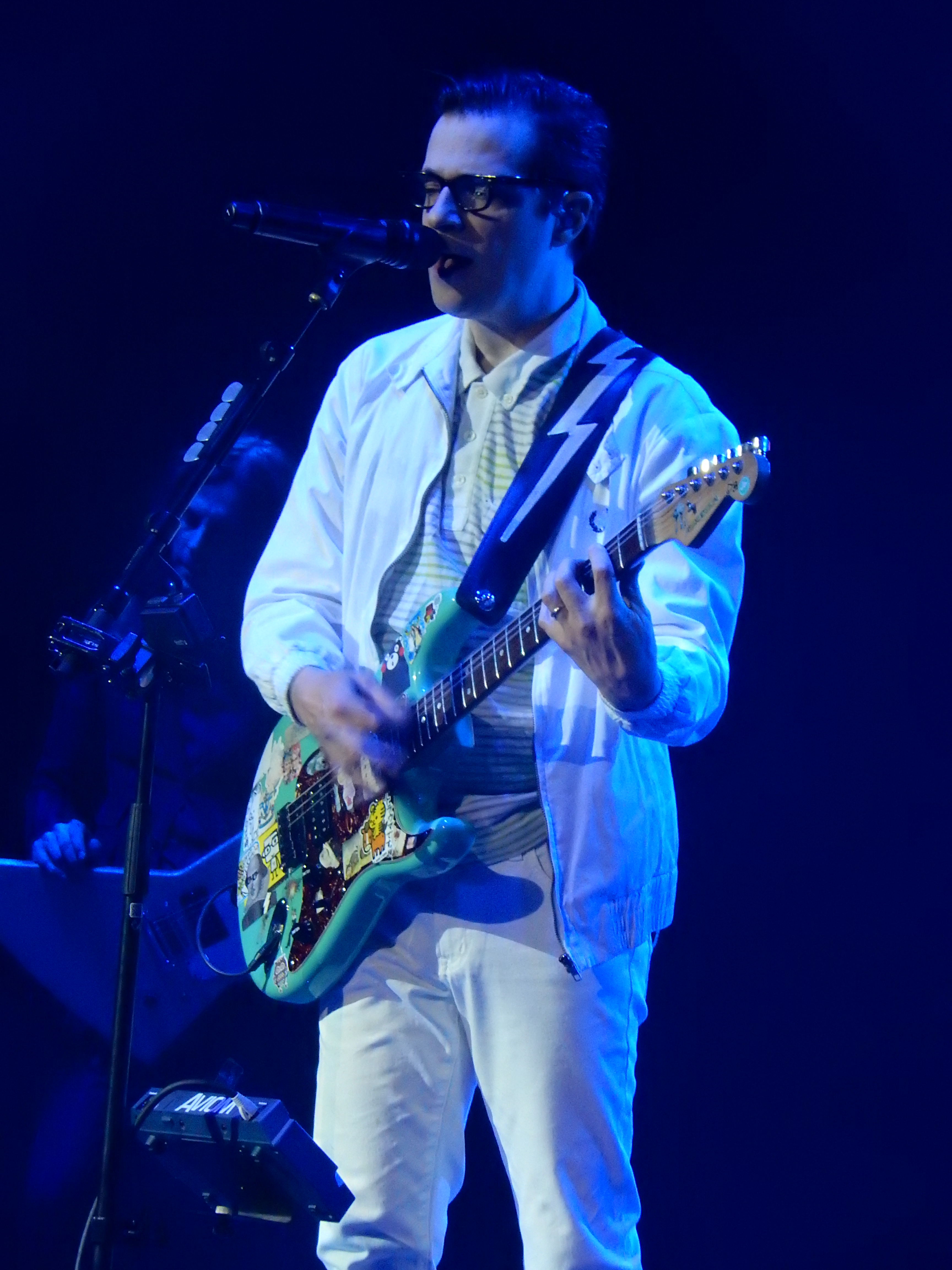
リヴァース・クオモ(Vo/G) 2016年
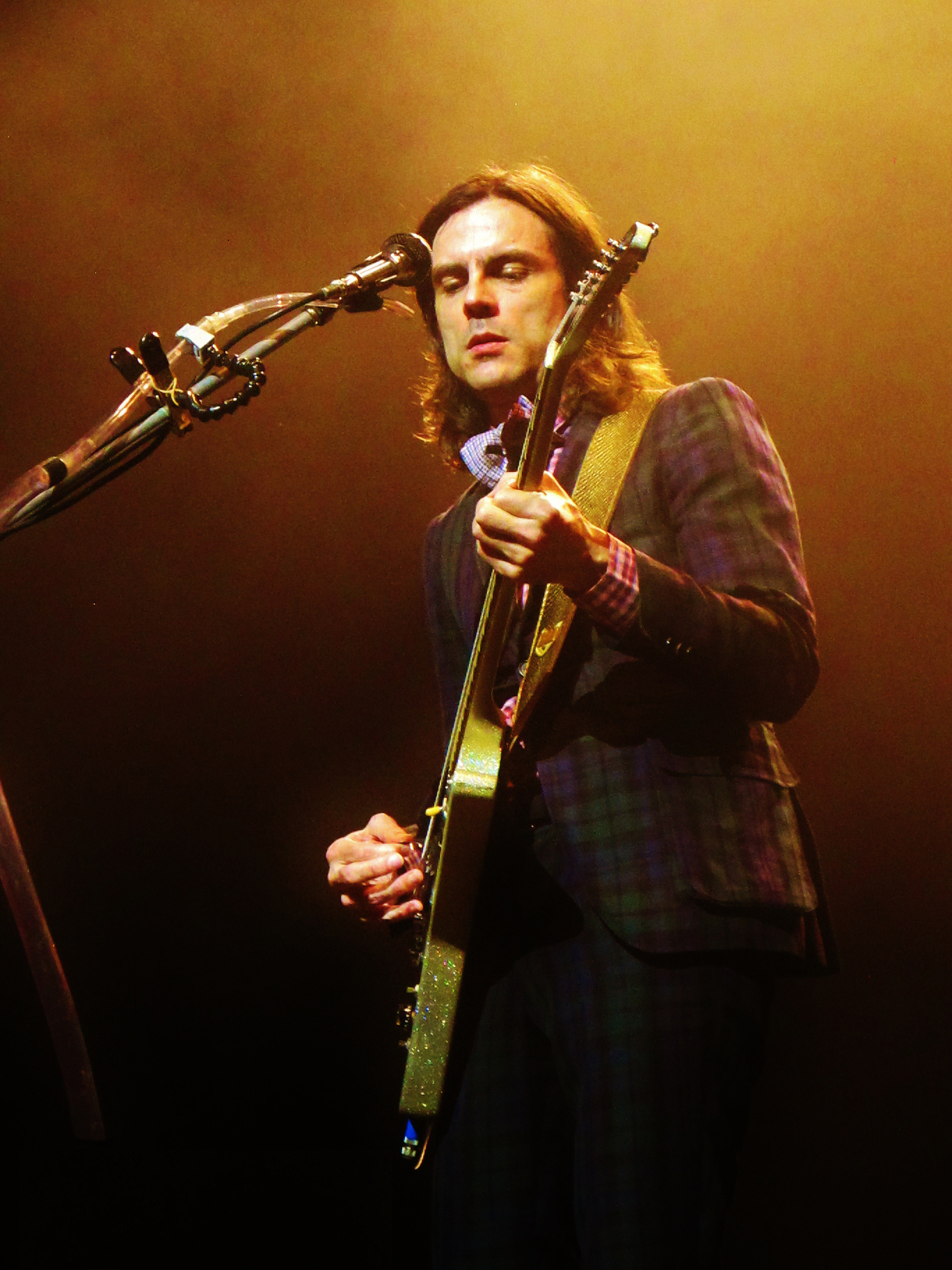
ブライアン・ベル(G/Vo) 2013年
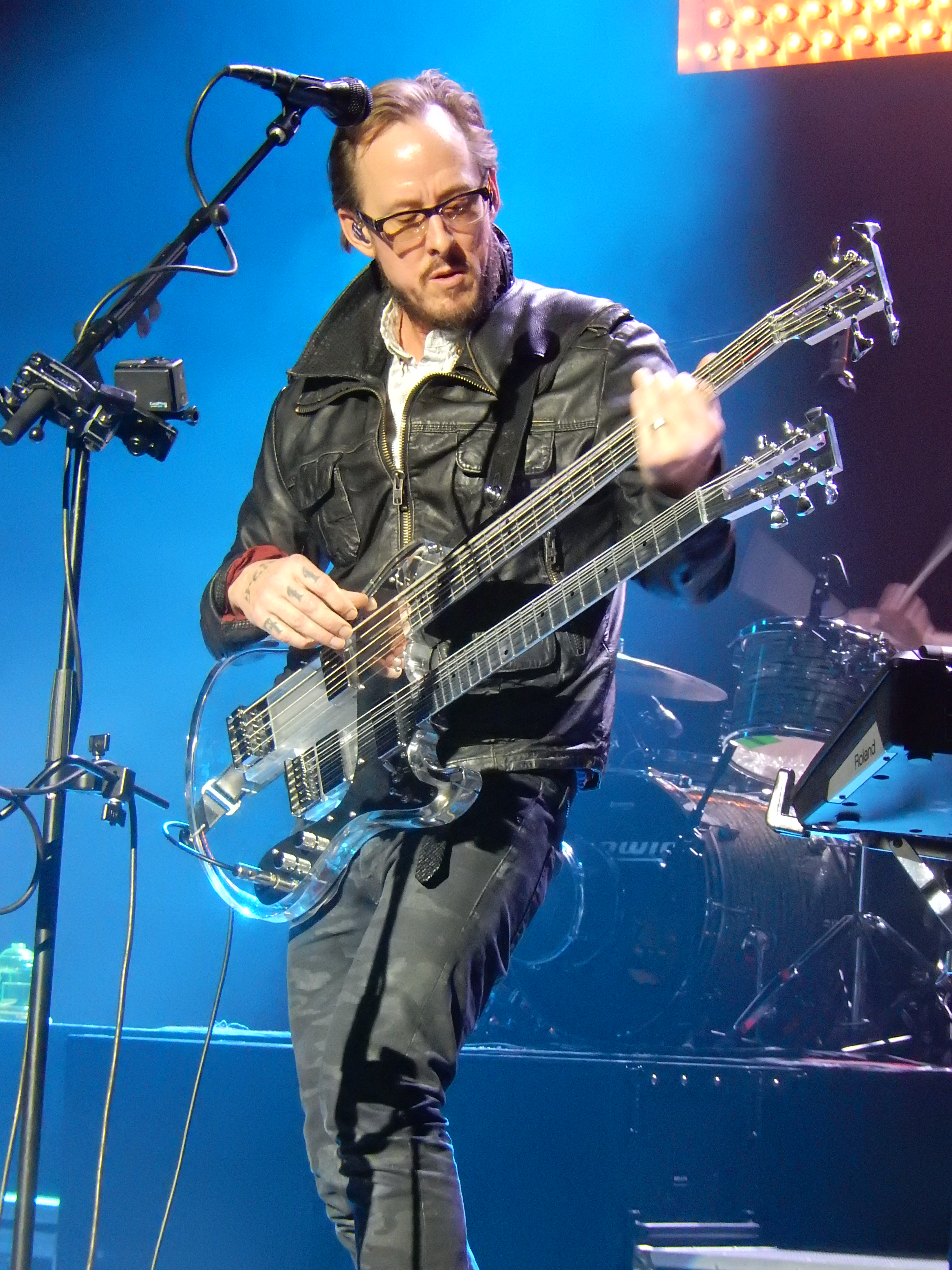
スコット・シュライナー(B/Vo) 2016年

### サポートメンバー
- カール・コーク (Karl Koch) / キーボード (2010– )

### 旧メンバー
- ジェイソン・クロッパー (Jason Cropper) / ギター
  - 結成時から1993年9月まで在籍。脱退後はチョッパーワンというバンドを結成し、活動していた。
- マット・シャープ (Matt Sharp、1969年9月22日 - ) / ベース
  - 1992年から1997年まで在籍。初代ベース。タイのバンコク出身で、ヴァージニア州アーリントン育ち。ザ・レンタルズやソロ名義でも活動を行っている。
- マイキー・ウェルシュ（Mikey Welsh、1971年4月20日 - 2011年10月8日）/ ベース
  - 1998年から2001年まで在籍。2代目ベース。ニューヨーク州出身。加入前はボストンでバンド活動を行っていた。一時期はボストンでミュージシャンとして復帰するも引退し、その後はバーモント州バーリントンを中心にアウトサイダー画家および彫刻家として活動。2011年10月8日死去。Weezer脱退の理由はマイキーの心の不調によるものであったが、これは脱退以降10年以上明かされていなかった。

## ディスコグラフィ
スタジオ・アルバム
- 『ウィーザー (ザ・ブルー・アルバム)』 - Weezer (Blue Album)（1994年）
- 『ピンカートン』 - Pinkerton （1996年）
- 『ウィーザー (ザ・グリーン・アルバム)』 - Weezer (Green Album) （2001年）
- 『マラドロワ』 - Maladroit（2002年）
- 『メイク・ビリーヴ』 - Make Believe （2005年）
- 『ウィーザー (レッド・アルバム) 』- Weezer (Red Album)（2008年）
- 『ラディテュード』 - Raditude （2009年）
- 『ハーリー』 - Hurley （2010年）
- 『エヴリシング・ウィル・ビー・オールライト・イン・ジ・エンド』 - Everything  Will Be Alright In The End （2014年）
- 『ウィーザー (ホワイト・アルバム)』 - Weezer (White Album) （2016年）
- 『パシフィック・デイドリーム』 - Pacific Daydream （2017年）
- 『ウィーザー (ブラック・アルバム)』 - Weezer (Black Album) （2019年）
- 『オーケー・ヒューマン』 - OK Human （2021年）
- 『ヴァン・ウィーザー』 - Van Weezer （2021年）

## その他
- ウィーザーの6枚目のアルバム『ウィーザー』の収録曲「ハート・ソングス」の歌詞でアメリカのバンドニルヴァーナからインスピレーションを受けてバンドを結成した過去を明かしている[13]。
- 2003年にユニバーサルミュージックから、日本のアーティストがウィーザーの楽曲をカバーしたトリビュートアルバム『across the sea 〜a tribute to weezer〜』が発売された。
- 2010年10月には、ウィーザーを解散させるための寄付金1000万USドルを募るウェブサイトがアメリカ合衆国シアトル在住の男性によって立ち上げられたことが報道された[14]。